# L'amour vient, l'amour va
 (septembre 2012).
Si vous disposez d'ouvrages ou d'articles de référence ou si vous connaissez des sites web de qualité traitant du thème abordé ici, merci de compléter l'article en donnant les références utiles à sa vérifiabilité et en les liant à la section « Notes et références ».
Pistes de Magnolias for Ever
Ève Sacrée chanson
L'amour vient, l'amour va est une chanson française chantée en 1977 par Claude François.
Elle est l'adaptation française de Easy Come, Easy Go (1975) de Michael Bacon.